# Empereur cloîtré

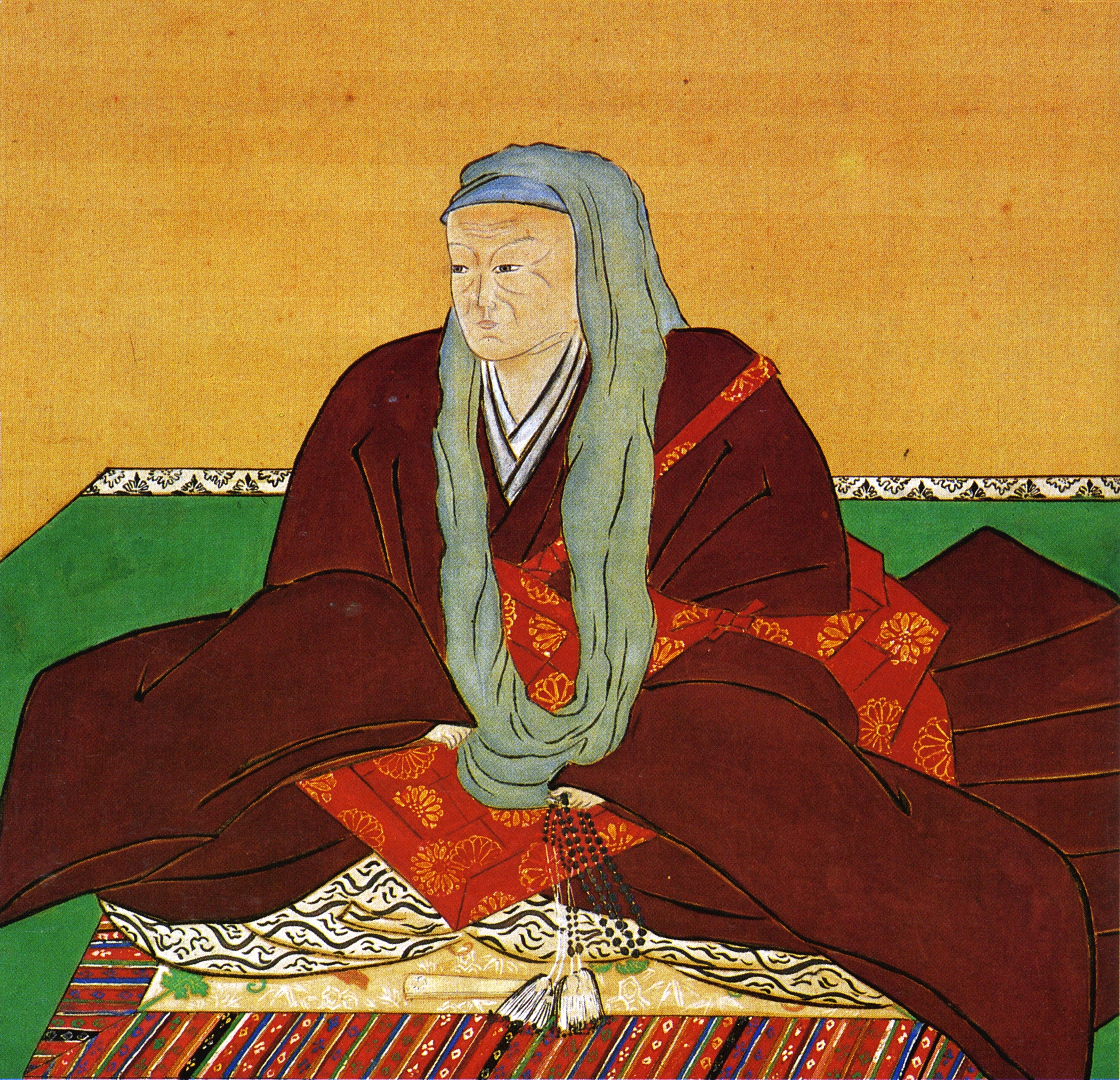
Illustration d'un empereur cloîtré

Un empereur cloîtré (en japonais 太上法皇, qui peut se lire Daijō Hōō ou Daijō Hō et aussi être abrégé en 法皇 (Hōō)) est un empereur du Japon (tennō) qui a abdiqué et est entré dans la communauté monastique bouddhiste en recevant le rite pravrajya (en).
Les empereurs cloîtrés agissent parfois en tant qu'empereur retiré (daijō tennō), conservant donc leur pouvoir effectif. Le titre est porté pour la première fois par l'empereur Shōmu, puis est plus tard repris par beaucoup d'autres empereurs qui « prennent la tonsure », indiquant une décision de devenir moine bouddhiste.

## Époque de Heian
Les empereurs qui règnent en tant qu'empereur cloîtré sont :
- Shirakawa (1053–1129, r. 1073-1087 puis r. 1087-1129)
- Toba (1103–1156, r. 1107-1123 puis r. 1129-1156)
- Go-Shirakawa (1127–1192, r. 1155-1158 puis r. 1158-1192)
- Go-Toba (1180–1239, r. 1183-1198 puis r. 1198-1221)
- Go-Horikawa (1212–1234, r. 1221-1232 puis r. 1232-1234)
- Go-Saga (1220–1272, r. 1242-1246 puis r. 1246-1272)

L'empereur Go-Hanazono abdique en 1464 (5e année de l'ère Kanshō) mais peu après éclate la guerre d'Onin (Onin-no-ran) et il n'y a plus d'abdication jusqu'en 1586 (la 5e année de l'ère Tenshō), quand l'empereur Ōgimachi transmet les rênes du gouvernement à son petit-fils, l'empereur Go-Yōzei. L'état de désordre du pays est à l'origine de l'arrêt de cette pratique ainsi que le fait qu'il n'y ait plus de parti ni d'argent pour soutenir un ancien empereur et son pouvoir.

## Époque d'Edo
Le dernier empereur cloîtré est l'empereur Reigen.

## Source de la traduction
- (en) Cet article est partiellement ou en totalité issu de l’article de Wikipédia en anglais intitulé « Cloistered Emperor » (voir la liste des auteurs).